# Copestylum cockerelli
Copestylum cockerelli är en tvåvingeart som först beskrevs av Charles Howard Curran 1927.  Copestylum cockerelli ingår i släktet Copestylum och familjen blomflugor. Inga underarter finns listade i Catalogue of Life.